# Alyssa Trask
Alyssa Trask (* 16. August 1999 in Waterloo, Ontario) ist eine kanadische Ballerina, Tänzerin und Schauspielerin.

## Leben
Trask wuchs bilingual mit Englisch und Französisch auf. Sie hat eine jüngere Schwester, Avery Trask (* 7. August 2002), die ebenfalls als Tänzerin und Schauspielerin tätig ist. Neben Ballett tanzt sie Hip-Hop, Jazz und Jazz Funk. Sie gehört der Tanzkompanie Abstrakt Beings an. Als Ballerina wirkte sie für National Ballet of Canada und Toronto Raptors Mini Dancepak in namhaften Stücken wie Der Nussknacker mit.
Seit 2014 wirkt sie auch in Fernseh- und Filmproduktionen mit. Sie wirkt in Produktionen mit dem Themenschwerpunkt Tanz mit. Von 2016 bis 2017 verkörperte sie die Rolle der Carly Catto in insgesamt 60 Episoden der Fernsehserie Backstage, die unter anderem auf dem Disney Channel ausgestrahlt wurde.

## Filmografie
- 2014: Isabelle Dances Into the Spotlight
- 2014: Mein Comic-Bruder Luke (The Stanley Dynamic) (Fernsehserie, Episode 1x04)
- 2014–2015: The Next Step (Fernsehserie, 5 Episoden)
- 2016–2017: Backstage (Fernsehserie, 60 Episoden)
- 2020: Work It
- 2020: Grand Army (Fernsehserie, 2 Episoden)